# Ampeg
Ampeg es una firma estadounidense dedicada a la fabricación de amplificadores para bajos eléctricos, guitarras eléctricas y contrabajos, así como algunos modelos de guitarras eléctricas, bajos eléctricos y contrabajos eléctricos, entre los cuales cabe citar el famoso "Baby bass".

## Historia
Ampeg inició su existencia bajo el nombre "Michaels-Hull Electronic Labs", tras su fundación por parte de Stanley Michaels y Everett Hull, un experto pianista y contrabajista, con el objetivo de ofrecer a los contrabajistas de la época un modo para amplificar sus instrumentos, al modo de la recién aparecida guitarra eléctrica.
Los inicios de esta compañía se centraron en la producción de un nuevo microfóno para contrabajos que Hull había diseñado, y también en la fabricación de amplificadores con una distorsión mínima. Por lo general, los amplificadores de válvulas de la época distorsionaban cuando se sobrepasaba su nivel nominal de entrada, un efecto que desagradaba a Hull, músico de jazz. El micrófono que fabricaban estaba diseñado para entrar en el contrabajo a través del orificio de la pica, y por ello fue bautizado como la "pica amplificada" ("Amplified Peg", y de ahí se abrevió a "Ampeg").
Hull terminó por quedarse con la empresa y le cambió el nombre por el de "Ampeg Bassamp Company".

## Primeros productos

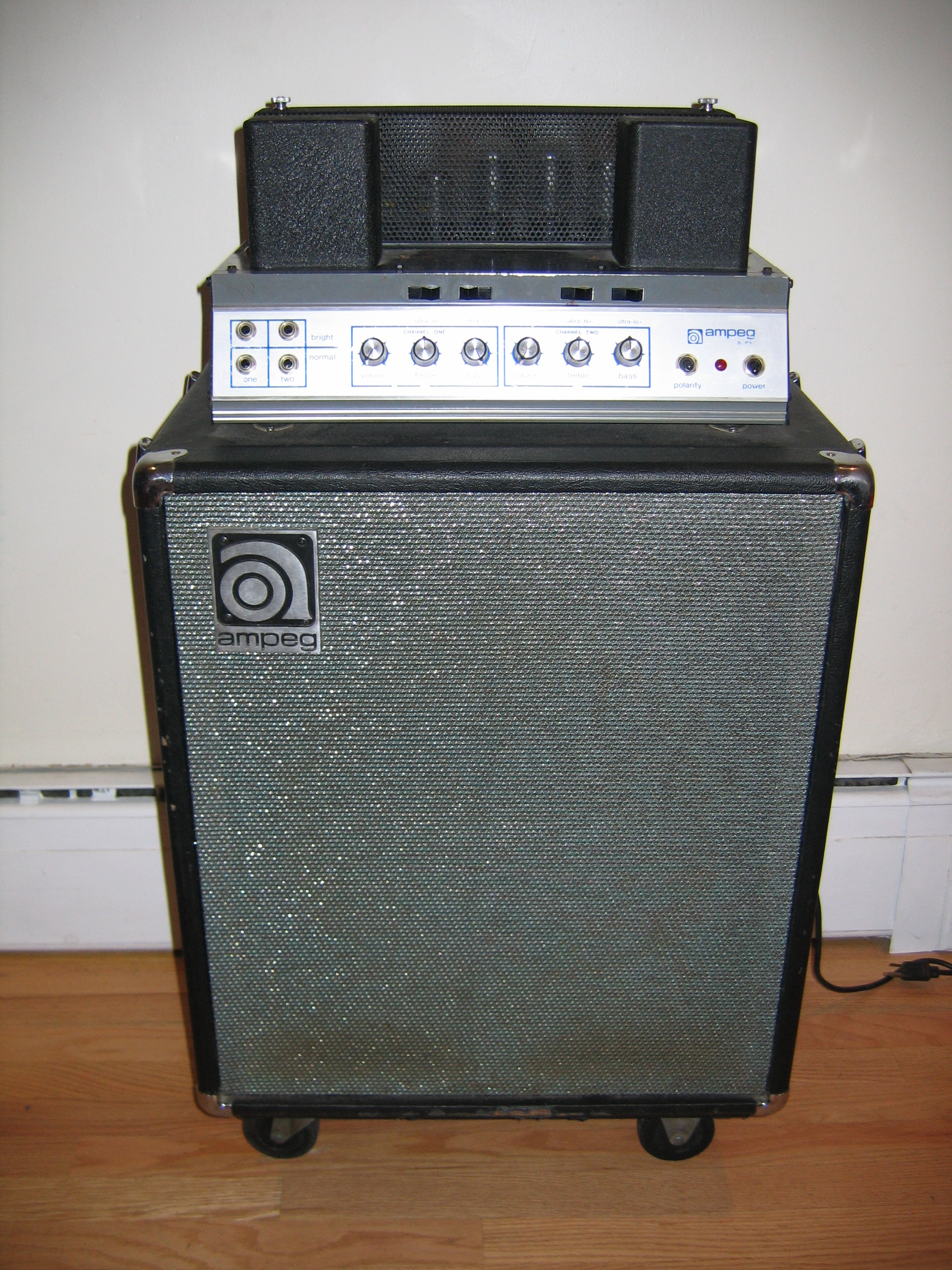
Un Ampeg B-15N de principios de los 70.

En 1960 Oliver Jesperson creó para Ampeg un combo amplificador con un chasis que se podía girar e insertar dentro de la caja del altavoz para proteger sus válvulas. Este combo fue conocido como el "Portaflex" y fue uno de los amplificadores más populares de los 60s. 
Estos pequeños amplificadores fueron progresivamente mejorados. Los modelos más conocidos de "fliptops" de los años 60 y 70, que todavía se siguen moviendo en el mercado de segunda mano, son los SB-12, B-15N, B-15S, y B-18 (aunque hubo más modelos).
En esa misma década de los 60s, Ampeg fue la primera compañía en incorporar reverberación (reverb) en un amplificador de guitarra con su Reverberocket R-12-R, precediendo al famoso Vibroverb de Fender en un par de años.

## SVT
A medida que los conciertos se convertían en espectáculos más y más grandes, los pequeños combos que Ampeg fabricó durante los años 60 iban resultando insuficientes para las necesidades de amplificación de los músicos. Para resolver este inconveniente y recuperar ventas, la compañía creó el que quizá fue su mayor éxito: el modelo Ampeg SVT (Super Vacuum Tube) de 300 Vatios de potencia, a válvulas y con una pantalla de 8 conos de 10 pulgadas, que, presentado en 1969 se convirtió en un icono de la era del rock y sigue siendo venerado aún hoy día por una gran cantidad de músicos.
En 1971 Ampeg fue adquirida por Magnavox, una división de "Selmer instruments", que no se preocupó demasiado de renovar sus productos. Pese a ello, durante esta época se introdujo la serie "V", cuyo exponente más famoso es el cabezal de 100W para bajo V4-B.
En 1980 Selmer se desprendió de Ampeg y esta pasó a manos de MTI, que trasladó la producción a Japón. En esta época se rediseñó ligeramente el modelo SVT. En 1985 Ampeg volvió a ser comprada, esta vez por St. Louis Music, sociedad que también posee al fabricante de amplificadores Crate.
En 2005 St.Louis Music y sus filiales (Ampeg entre ellas) fueron adquiridas por Loud Technologies. En 2007 Loud Technologies dejó de fabricar los amplificadores Ampeg y Crate en Estados Unidos, trasladando su producción a países asiáticos.

## Bajos y guitarras eléctricas

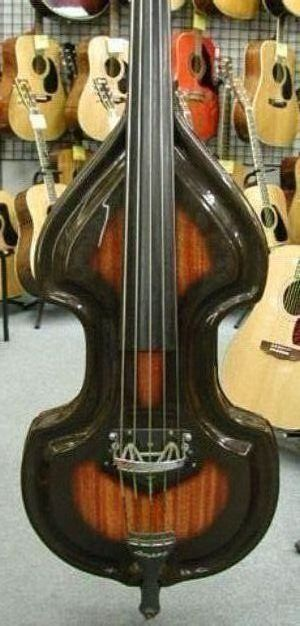
Un bajo AMPEG 5 cuerdas.

Aunque Ampeg siempre se ha especializado en la construcción de amplificadores, también ha ofrecido ocasionalmente modelos de guitarras y bajos eléctricos que, en algunas ocasiones han llegado a resultar legendarios. 
Aunque el "Baby bass" sea probablemente el caso más conocido, debemos citar igualmente otros instrumentos históricos, como el Ampeg "Horizontal Bass", o Ampeg AUB-1, un bajo eléctrico que, con un extraño cuerpo con huecos en "f", presentaba un clavijero muy semejante al del contrabajo tradicional y fue el primer Bajo eléctrico sin trastes o "fretless" fabricado en serie de la historia. 
Un modelo semejante, el Ampeg "Devil Bass" o ASB-1 presentaba un aspecto aún más extraño, con largos cuernos en el cuerpo y controles triangulares. 
Un último modelo clásico de la compañía fue el diseñado por Dan Armstrong en 1969, el Ampeg "See Trough"" Bass, que, con cuerpo de plexiglás totalmente transparente, ha vuelto recientemente al catálogo de la compañía.
Véase también: Historia del bajo eléctrico